# Muriel Diallo
Pour les articles homonymes, voir Diallo.
Compléments
Artiste-peintre, illustratrice, conteuse
Muriel Diallo née le 19 mai 1967 à Boundiali, est une écrivaine ivoirienne auteur d'ouvrages pour enfants. Artiste-peintre, illustratrice et conteuse, elle est engagée au service de la jeunesse pour promouvoir la littérature et faire accepter les différences.

## Biographie
Originaire de Boundiali, dans la région de Bagoué, elle est née le 19 mai 1967. Elle a enseigné les arts plastiques au lycée pendant plusieurs années avant de se consacrer à ses passions, le conte et l'écriture illustrés.  
Devenue conteuse et autrice de romans jeunesse, qu'elle écrit en français, en moré et en wolof.  
Muriel Diallo s'installe à Paris, sans oublier pour autant les jeunes lecteurs de son pays en publiant la série des Bibi n'aime pas... aux éditions Classiques ivoiriens. Puis en parallèle, a travaillé pour des maisons d'éditions française dont Vents d'Ailleurs et  À dos d'âne pour laquelle elle illustre la biographie de Nelson Mandela.  
En 2000, son livre Le peintre maudit eu du succès, et est sélectionné pour le Prix Saint-Exupéry. Puis remporte ce prix en 2012 dans la catégorie «francophone.»

## Publications
Illustrations
- 2017 : Nelson Mandela, Libre corps et âme (Éditions À dos d'âne)

Récits
- 1998 : Le Peintre maudit (CEDA, Abidjan) ;
- 1999 : Le fils de l'Aurore (Éditions Hurtubise, Montréal).

Contes
- 2004 : La femme-arbre et le chasseur (L'Harmattan, Paris) ;
- 2004 : L'aiguille de l'épervier, bilingue français-moré avec Bruno Tabuteau et Lucien Kaboré) (L'Harmattan, Paris) ;
- 2004 : Aïda et l'arc-en-ciel, bilingue français-wolof, (L'Harmattan, Paris).

Jeunesse
- 2007 : Le mineur et le boulanger (Éditions Vents d'ailleurs, France) ;
- 2008 : Phi l'éléphant sert à rien, avec Didier Reuss-Nliba et Jessica Reuss-Nliba (A vol d'oiseaux éditions, Dakar).